# Gibson Yah
Gibson Osahumen Yah (Amsterdam, 27 september 2003) is een Nederlands voetballer van Nigeriaanse afkomst die als middenvelder speelt. Hij verruilde in 2025 Jong FC Utrecht voor FC Volendam.

## Clubcarrière

### Ajax
Gibson Yah speelde tot 2014 in de jeugd van DVC Buiksloot, waarna hij overstapten naar de jeugd van AFC Ajax. Hij debuteerde in het betaald voetbal voor Jong Ajax op 5 januari 2021, in de met 1-0 verloren uitwedstrijd tegen TOP Oss. Hij kwam in de 81e minuut in het veld voor Kian Fitz-Jim. In twee seizoenen speelde Yah 19 wedstrijden voor Jong Ajax.

### FC Utrecht
In de zomer van 2022 stapte hij over naar FC Utrecht, daar tekende hij voor 2 seizoenen en ging hij spelen in Jong FC Utrecht. Hij debuteerde op 5 augustus 2022 tegen TOP Oss. In zijn drie seizoenen bij Utrecht kwam hij niet uit voor het eerste team, maar speelde in totaal wel 55 wedstrijden voor het belofte-elftal.

### FC Volendam
Medio 2025 maakte hij de overstap naar FC Volendam.

## Statistieken
| Seizoen | Club            | Competitie     | Competitie | Competitie | Beker | Beker | Overig | Overig | Totaal | Totaal |
| Seizoen | Club            | Competitie     | Wed.       | Dlp.       | Wed.  | Dlp.  | Wed.   | Dlp.   | Wed.   | Dlp.   |
| ------- | --------------- | -------------- | ---------- | ---------- | ----- | ----- | ------ | ------ | ------ | ------ |
| 2020/21 | Jong Ajax       | Eerste divisie | 7          | 0          | 0     | 0     | 0      | 0      | 7      | 0      |
| 2021/22 | Jong Ajax       | Eerste divisie | 12         | 0          | 0     | 0     | 0      | 0      | 12     | 0      |
| 2022/23 | Jong FC Utrecht | Eerste divisie | 11         | 0          | 0     | 0     | 0      | 0      | 11     | 0      |
| 2023/24 | Jong FC Utrecht | Eerste divisie | 23         | 0          | 0     | 0     | 0      | 0      | 23     | 0      |
| 2024/25 | Jong FC Utrecht | Eerste divisie | 21         | 0          | 0     | 0     | 0      | 0      | 21     | 0      |
| 2025/26 | FC Volendam     | Eredivisie     | 0          | 0          | 0     | 0     | 0      | 0      | 0      | 0      |
| Totaal  | Totaal          | Totaal         | 74         | 0          | 0     | 0     | 0      | 0      | 74     | 0      |

Bijgewerkt op 25 juni 2025